# 安底镇
安底镇，是中华人民共和国贵州省毕节市金沙县下辖的一个乡镇级行政单位。

## 行政区划
安底镇下辖以下地区：
新安社区、桃园村、温泉村、桂花村、陡滩村、老场村、五龙村和民主村。